# すまぼう
すまぼうは、兵庫県神戸市須磨区のマスコットキャラクターである。

## プロフィール
- 名前：すまぼう
- 誕生日：12月24日[2]
- 性別：男の子[2]
- 年齢：不明
- 性格：のんびり屋、優しい、負けず嫌い[2]
- 趣味：食べ歩き、山登り[2]
- 特技：ポシェットから須磨のおいしいものを出すこと、ぼーっとすること[2]
- 好きな場所：須磨海岸、六甲山系[2]
- 持ち物：コスモス（区の花）と松（区の木）のキーホルダーを付けたポシェット[1]

## 概要
- 2013年（平成25年）12月24日に、公募により日本全国から寄せられた868作品の中から誕生した[1]。応募作品の中から識者により5作品に絞り込まれた後、区役所や小中学校で人気投票を行って決定した[1]。